# Мацейова Воля
Мацейова Воля (пол. Maciejowa Wola, нім. Matzwolla, 1938-1945 Balschdorf) — село в Польщі, у гміні Бані Мазурські Ґолдапського повіту Вармінсько-Мазурського воєводства.
Населення — 37 осіб (2011).
У 1975-1998 роках село належало до Сувальського воєводства.

## Демографія
Демографічна структура станом на 31 березня 2011 року:
|          | Загалом | Допрацездатний вік | Працездатний вік | Постпрацездатний вік |
| -------- | ------- | ------------------ | ---------------- | -------------------- |
| Чоловіки | 20      | 8                  | 11               | 1                    |
| Жінки    | 17      | 5                  | 8                | 4                    |
| Разом    | 37      | 13                 | 19               | 5                    |